# Odontochilus elwesii
Odontochilus elwesii är en orkidéart som beskrevs av Charles Baron Clarke och Joseph Dalton Hooker. Odontochilus elwesii ingår i släktet Odontochilus och familjen orkidéer. Inga underarter finns listade i Catalogue of Life.